# Çankaya Belediye SK
Le  Çankaya Belediye SK est un club omnisports turc basé à Ankara.

## Section
- handball
- volley-ball